# Zápas na Letních olympijských hrách 1984 – muži, řecko-římský do 48 kg
Zápas řecko-římský ve váhové kategorii 48 kg probíhal na Letních olympijských hrách 1984 v Anaheimském Convention Center. O medaile se utkalo celkem 12 zápasníků.

## Turnajové výsledky
Zápasníci jsou rozděleni do dvou skupin. Je aplikován systém na dvě porážky.
Legenda
- TF — Lopatkové vítězství
- ST — Vítězství na technickou převahu, 12 bodů rozdíl
- PP — Vítězství na body, 1-7 bodů rozdíl, poražený s body
- PO — Vítězství na body, 1-7 bodů rozdíl, poražený bez bodů
- SP — Vítězství na body, 8-11 bodů rozdíl, poražený s body
- SO — Vítězství na body, 8-11 bodů rozdíl, poražený bez bodů
- P0 — Vítězství pro pasivitu, protivník bez bodů
- P1 — Vítězství pro pasivitu, vedoucí 1-7 bodů
- PS — Vítězství pro pasivitu, vedoucí 8-11 bodů
- DC — Vítězství z rozhodnutí, skóre 0-0
- PA — Vítězství pro soupeřovo zranění
- DQ — Vítězství pro soupeřovu diskvalifikaci
- DNA — Nenastoupil
- L — Porážky
- ER — Kolo vyřazení
- CP — Klasifikační body
- TP — Technické body

### Skupiny

#### Skupina A
| L      |                          | CP        | TP     |                          | L      |        |
| Kolo 1 | Kolo 1                   | Kolo 1    | Kolo 1 | Kolo 1                   | Kolo 1 | Kolo 1 |
| ------ | ------------------------ | --------- | ------ | ------------------------ | ------ | ------ |
| 1      | Mark Fuller (USA)        | 1-3 PP    | 7-8    | Li Haisheng (CHN)        | 0      |        |
| 1      | Salih Bora (TUR)         | 0-3 PO    | 0-3    | Vincenzo Maenza (ITA)    | 0      |        |
| 0      | Kent Andersson (SWE)     | 4-0 ST    | 12-0   | Jukka-Pekka Tanner (FIN) | 1      |        |
| Kolo 2 |                          |           |        |                          |        |        |
| 2      | Mark Fuller (USA)        | 1-3 PP    | 2-6    | Salih Bora (TUR)         | 1      |        |
| 1      | Li Haisheng (CHN)        | 0-4 ST    | 0-13   | Vincenzo Maenza (ITA)    | 0      |        |
| 0      | Kent Andersson (SWE)     |           |        | Bye                      |        |        |
| 1      | Jukka-Pekka Tanner (FIN) |           |        | DNA                      |        |        |
| Kolo 3 |                          |           |        |                          |        |        |
| 1      | Kent Andersson (SWE)     | 0-3 PO    | 0-3    | Vincenzo Maenza (ITA)    | 0      |        |
| 2      | Li Haisheng (CHN)        | 1-3 PP    | 2-5    | Salih Bora (TUR)         | 1      |        |
| Finále |                          |           |        |                          |        |        |
|        | Salih Bora (TUR)         | 0-3 PO    | 0-3    | Vincenzo Maenza (ITA)    |        |        |
|        | Kent Andersson (SWE)     | 0-3 PO    | 0-3    | Vincenzo Maenza (ITA)    |        |        |
|        | Kent Andersson (SWE)     | .5-3.5 SP | 2-11   | Salih Bora (TUR)         |        |        |

| Zápasník                 | L | ER | CP | Final |
| ------------------------ | - | -- | -- | ----- |
| Vincenzo Maenza (ITA)    | 0 | -  | 10 | 6     |
| Salih Bora (TUR)         | 1 | -  | 6  | 3.5   |
| Kent Andersson (SWE)     | 1 | -  | 4  | 0.5   |
| Li Haisheng (CHN)        | 2 | 3  | 4  |       |
| Mark Fuller (USA)        | 2 | 2  | 2  |       |
| Jukka-Pekka Tanner (FIN) | 1 | 1  | 0  |       |

#### Skupina B
| L      |                           | CP        | TP     |                           | L      |        |
| Kolo 1 | Kolo 1                    | Kolo 1    | Kolo 1 | Kolo 1                    | Kolo 1 | Kolo 1 |
| ------ | ------------------------- | --------- | ------ | ------------------------- | ------ | ------ |
| 1      | Lars Rønningen (NOR)      | .5-3.5 SP | 4-14   | Markus Scherer (FRG)      | 0      |        |
| 0      | Ikuzó Saitó (JPN)         | 4-0 ST    | 12-0   | Gustavo Delgado (MEX)     | 1      |        |
| 0      | Jun Dae-Je (KOR)          | 4-0 TF    | 1:05   | Abdelmalek El-Aouad (MAR) | 1      |        |
| Kolo 2 |                           |           |        |                           |        |        |
| 2      | Lars Rønningen (NOR)      | 0-4 ST    | 2-14   | Ikuzó Saitó (JPN)         | 0      |        |
| 0      | Markus Scherer (FRG)      | 4-0 ST    | 12-0   | Gustavo Delgado (MEX)     | 2      |        |
| 0      | Jun Dae-Je (KOR)          |           |        | Bye                       |        |        |
| 1      | Abdelmalek El-Aouad (MAR) |           |        | DNA                       |        |        |
| Finále |                           |           |        |                           |        |        |
|        | Jun Dae-Je (KOR)          | 1-3 PP    | 18-24  | Markus Scherer (FRG)      |        |        |
|        | Ikuzó Saitó (JPN)         | 3-1 PP    | 15-13  | Jun Dae-Je (KOR)          |        |        |
|        | Markus Scherer (FRG)      | 3.5-.5 SP | 18-7   | Ikuzó Saitó (JPN)         |        |        |

| Zápasník                  | L | ER | CP  | Final |
| ------------------------- | - | -- | --- | ----- |
| Markus Scherer (FRG)      | 0 | -  | 7.5 | 6.5   |
| Ikuzó Saitó (JPN)         | 0 | -  | 8   | 3.5   |
| Jun Dae-Je (KOR)          | 0 | -  | 4   | 2     |
| Lars Rønningen (NOR)      | 2 | 2  | 0.5 |       |
| Gustavo Delgado (MEX)     | 2 | 2  | 0   |       |
| Abdelmalek El-Aouad (MAR) | 1 | 1  | 0   |       |

### Finále
|                       | CP               | TP               |                      |                  |
| Zápas o 5. místo      | Zápas o 5. místo | Zápas o 5. místo | Zápas o 5. místo     | Zápas o 5. místo |
| --------------------- | ---------------- | ---------------- | -------------------- | ---------------- |
| Kent Andersson (SWE)  | 3-1 PP           | 10-3             | Jun Dae-Je (KOR)     |                  |
| Zápas o 3. místo      |                  |                  |                      |                  |
| Salih Bora (TUR)      | 1-3 PP           | 5-7              | Ikuzó Saitó (JPN)    |                  |
| Finálový zápas        |                  |                  |                      |                  |
| Vincenzo Maenza (ITA) | 4-0 ST           | 12-0             | Markus Scherer (FRG) |                  |

## Finálové pořadí
1. Vincenzo Maenza (ITA)
2. Markus Scherer (FRG)
3. Ikuzó Saitó (JPN)
4. Salih Bora (TUR)
5. Kent Andersson (SWE)
6. Jun Dae-Je (KOR)
7. Li Haisheng (CHN)
8. Mark Fuller (USA)